# Château du Châtelard (Allier)
Pour les articles homonymes, voir Château du Châtelard.
Le château du Châtelard est un édifice du XIVe siècle remanié au XIXe siècle, situé à Ébreuil, dans le centre de la France.

## Localisation

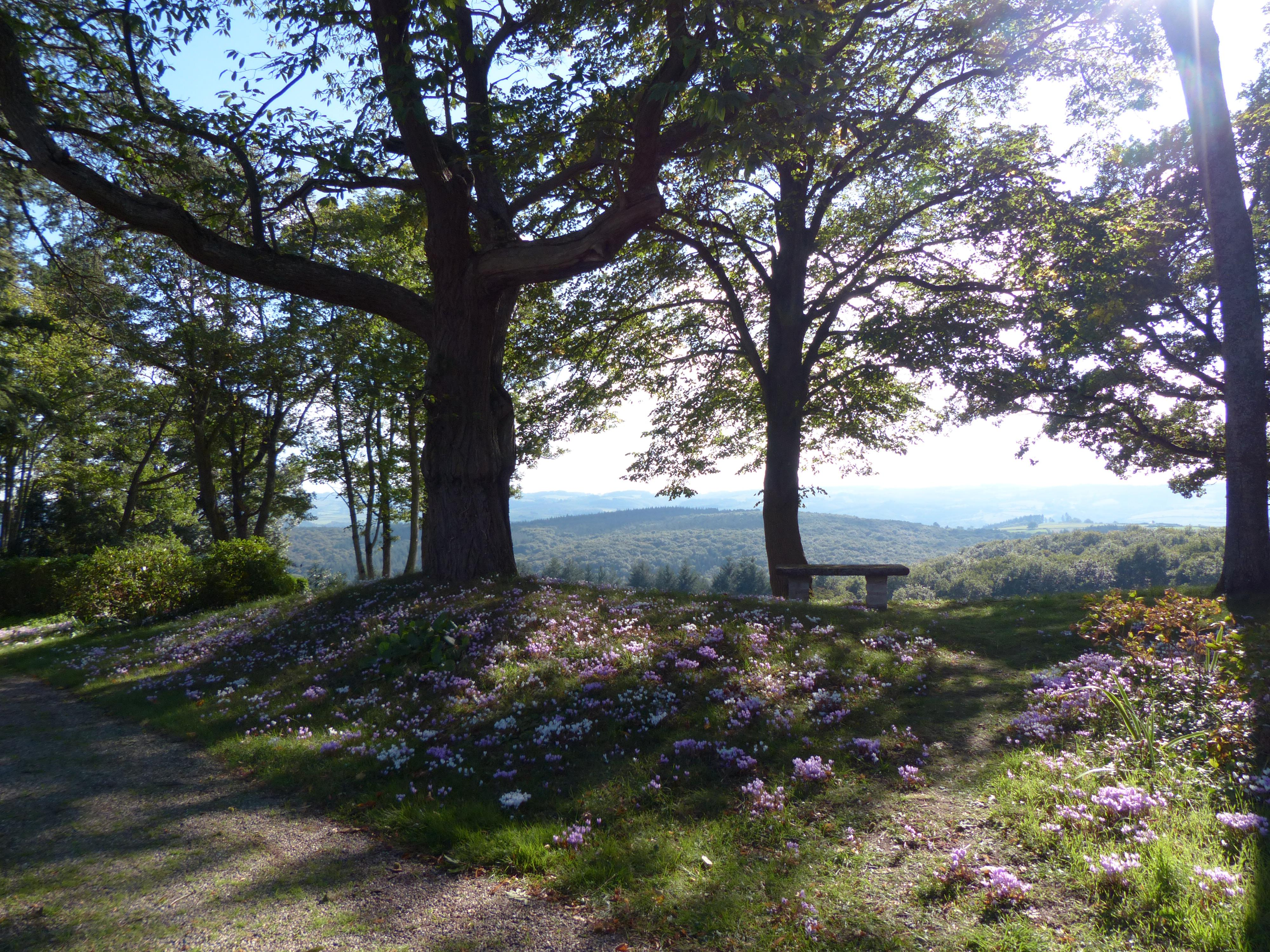
Vue du parc vers le sud : les bois du Châtelard, la vallée de la Sioule et l'Auvergne.

Le château est situé à proximité du village du Mercurol, à environ 4 km au nord-ouest du bourg d'Ébreuil dans le sud du département de l'Allier, à la limite de celui du Puy-de-Dôme, en région Auvergne-Rhône-Alpes.
Le domaine représente une superficie de 706 ha, dont plus de 600 ha boisés. Il est traversé du nord-ouest au sud-est par la Cèpe (affluent de la rive gauche de la Sioule), qui s'assèche parfois lors d'étés trop secs.

## Description
Le château a été remanié au XIXe siècle. La chapelle porte la date de 1582. Il s'agit d'une construction à chevet plat et à charpente apparente, qui s'appuie contre une tour ronde, vestige de l'ancien système défensif qui entourait le château. Un élément de chemin de ronde perpendiculaire à la façade nord-ouest du château et se terminant par une tour carrée, remonte au Moyen Âge. La façade sud-est du château est entièrement refaite au XIXe siècle. La façade nord-ouest semble dater du XVIe siècle.

## Historique

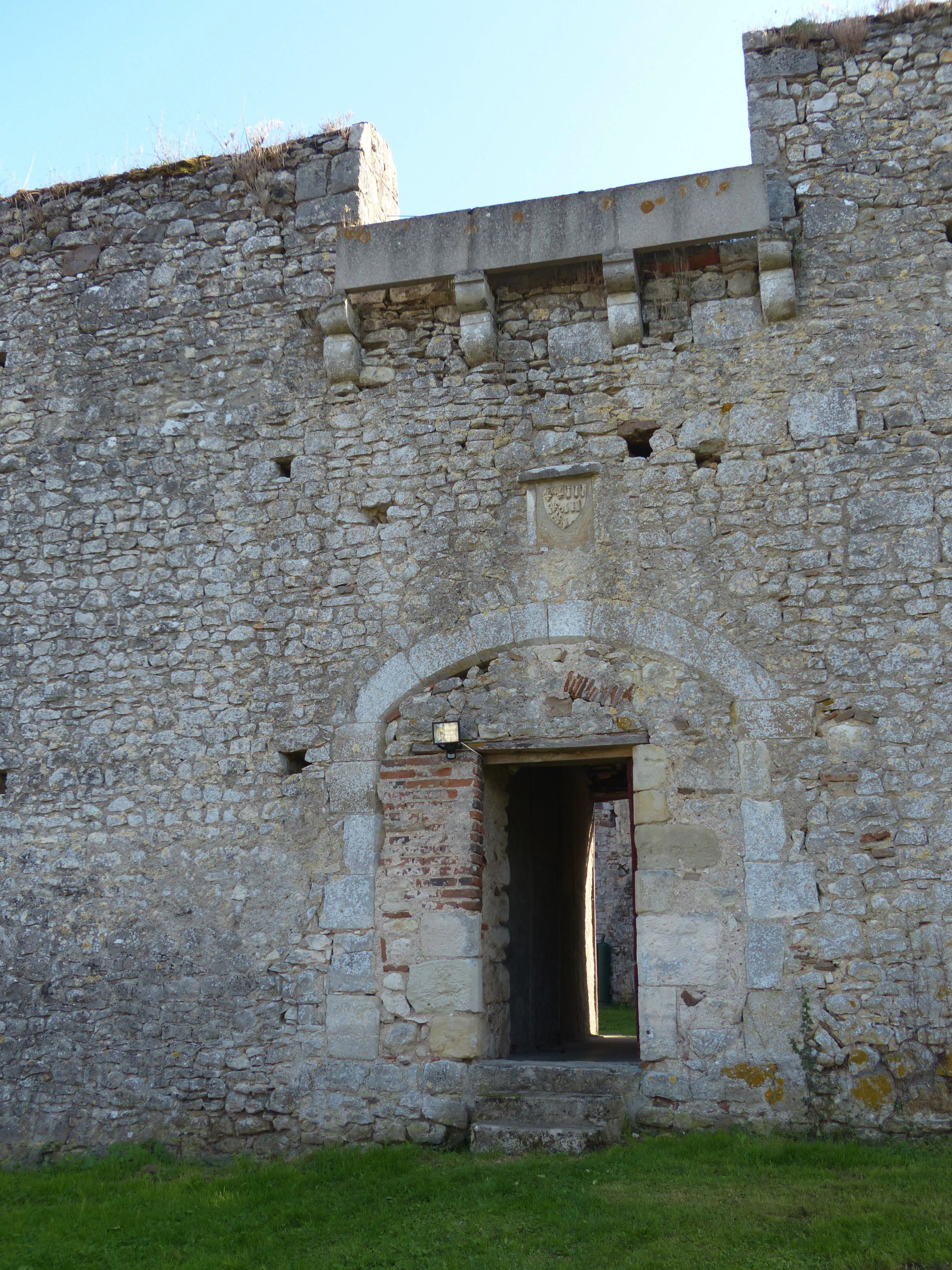
Porte de l'enceinte médiévale interne, surmontée d'un blason.

Bâti au XIVe siècle, mais probablement sur des bases plus anciennes, remanié à plusieurs reprises depuis lors, il est acquis par la famille Pellissier de Féligonde en 1761 ; il est toujours la propriété de cette famille.
Selon le Nobiliaire d'Auvergne, le seigneur du Châtelard en 1323 était Auger du Châtelard, damoiseau. Le fief passe ensuite entre les mains de la famille de Veauce. En 1405, Philippa de Veauce apporte Le Châtelard par mariage à Béraud II Dauphin, seigneur de Combronde et de Saint-Ilpize ; ce chevalier, de la famille des dauphins d'Auvergne est tué en 1415 à la bataille d'Azincourt. Leur fille Blanche, aussi héritière de Jaligny, épouse le 29 mai 1425 Jean de Lespinasse, seigneur de Changy, et le fief du Châtelard fait partie de sa dot. Il semble au tournant du XVe siècle avoir été en indivision parmi plusieurs de leurs descendants, mais en 1506 Antoine de Montmorin, petit-fils de Charles de Montmorin et de Philippine de Lespinasse, rend foi et hommage à la duchesse de Bourbon pour Le Châtelard, qui fut pendant plusieurs générations entre les mains de cette branche de la maison de Montmorin.
A la Pentecôte de l'année 1440, au moment de la Praguerie, et de nouveau au cours de l'été 1456, le roi Charles VII a séjourné au Châtelard. La proximité de l'une de ses favorites, Arthuse de Lavieu, épouse de Jean de Montmorin, seigneur de Nades, dont le château était situé à quelques kilomètres, n'était certainement pas étrangère au goût du roi pour cette résidence.
La seigneurie devint ensuite la propriété de la famille Arnaud. En 1747, c'était Charles de La Vie qui en était propriétaire et il vendit cette seigneurie à Jean Brun. Ce dernier fut exproprié en 1749, au profit de Girard de Châteauneuf, qui vendit le château à Michel Pellissier de Féligonde le 21 janvier 1761.
Sous la Révolution, Antoine Cariol aîné, chargé de l'application du décret du 12 pluviôse an II (31 janvier 1794) relatif à la destruction des signes de féodalité, s'est intéressé à ce château. Il donne une description précise de l'état du château et de ses dépendances.
L'édifice est inscrit au titre des monuments historiques en 1982.